# Joan Maristany
Juan Maristany Galceran, apodado Tara (El Masnou, Barcelona, 1832 - El Masnou, 24 de enero de 1914), fue un capitán de barco dedicado a la piratería y la esclavitud, y fue uno de los protagonistas del exterminio de un tercio de la población de la Isla de Pascua en la segunda mitad del siglo XIX.

## Campaña de la isla de Pascua
Joan Maristany es recordado por capitanear el genocidio de la isla de Pascua en 1863. 
El progresivo movimiento abolicionista durante el siglo XIX hizo que algunos negreros se trasladaran a las islas de la Polinesia. Tras la abolición de la esclavitud en Chile, el puerto de El Callao, en Perú, se convirtió en la principal base esclavista.
En diciembre de 1862 partió del Callao una flota de ocho barcos comandada por el capitán Joan Maristany. Estaba formada por Rosa y Carmen (402 toneladas), de bandera española, y por siete barcos de bandera peruana: Hermosa Dolores (capitán Garay), José Castro (capitán Acevedo), Cora (88 toneladas, capitán Antonio de Aguirre), Rosa Patricia (o Rosalía, capitán Bollo), Carolina (capitán Morales), Guillermo (capitán Campbell) y Micaela Miranda (capitán Cárcamo).
El 23 de diciembre llegaron a la isla de Pascua. Desembarcaron 80 hombres armados que se desplegaron adoptando la táctica de la chaquira, que consiste a atraer a los indígenas con perlas y objetos relucientes. En una jornada capturaron 349 rapanuis, además de matar a algunas decenas e incendiar casas. Se distribuyeron los esclavos en diferentes barcos y se separaron siguiendo diferentes rumbos, partiendo el 26 de diciembre.
Entre el 24 y el 26 de enero de 1863 llegaron al Callao la Carolina y la Hermosa Dolores con 142 y 161 esclavos respectivamente.
Los otros seis barcos siguieron rumbo hacia el oeste con el capitán Maristany. El punto de encuentro era la isla de Rapa. La Cora, que llegó más tarde, fue capturado y entregado a las autoridades coloniales francesas de Tahití después de que los isleños descubrieron que traía un niño de seis años llamado Manu Rangi, heredero del jefe de Rapa Nui. El capitán del José Castro decidió volver a la isla de Pascua. Rosa Patricia y Guillermo siguieron hacia Niue y las islas Cook meridionales (Mangaia y Atiu).
El capitán Maristany continuó con Rosa y Carmen y la Micaela Miranda hacia las islas Cook septentrionales, Rakahanga y Manihiki, donde capturaron algunos esclavos más. El 12 de febrero llegaban a las Tokelau: Atafu, Fakaofo y Nukunonu.
Durante el regreso pararon en Tutuila para desembarcar algunos esclavos enfermos. En abril de 1863 se había prohibido el tráfico de esclavos en el Perú. Maristany llegó el 10 de junio con un cargamento de 128 polinesios, pero no desembarcó porque lo esperaban para acusarle de piratería. La armada española le ayudó a escapar de los ingleses y regresó a El Masnou instalándose en casa de su hermana Antonia Maristany y Galceran. Dejó en Perú a una mujer que nunca reconoció.